# برانژر شو

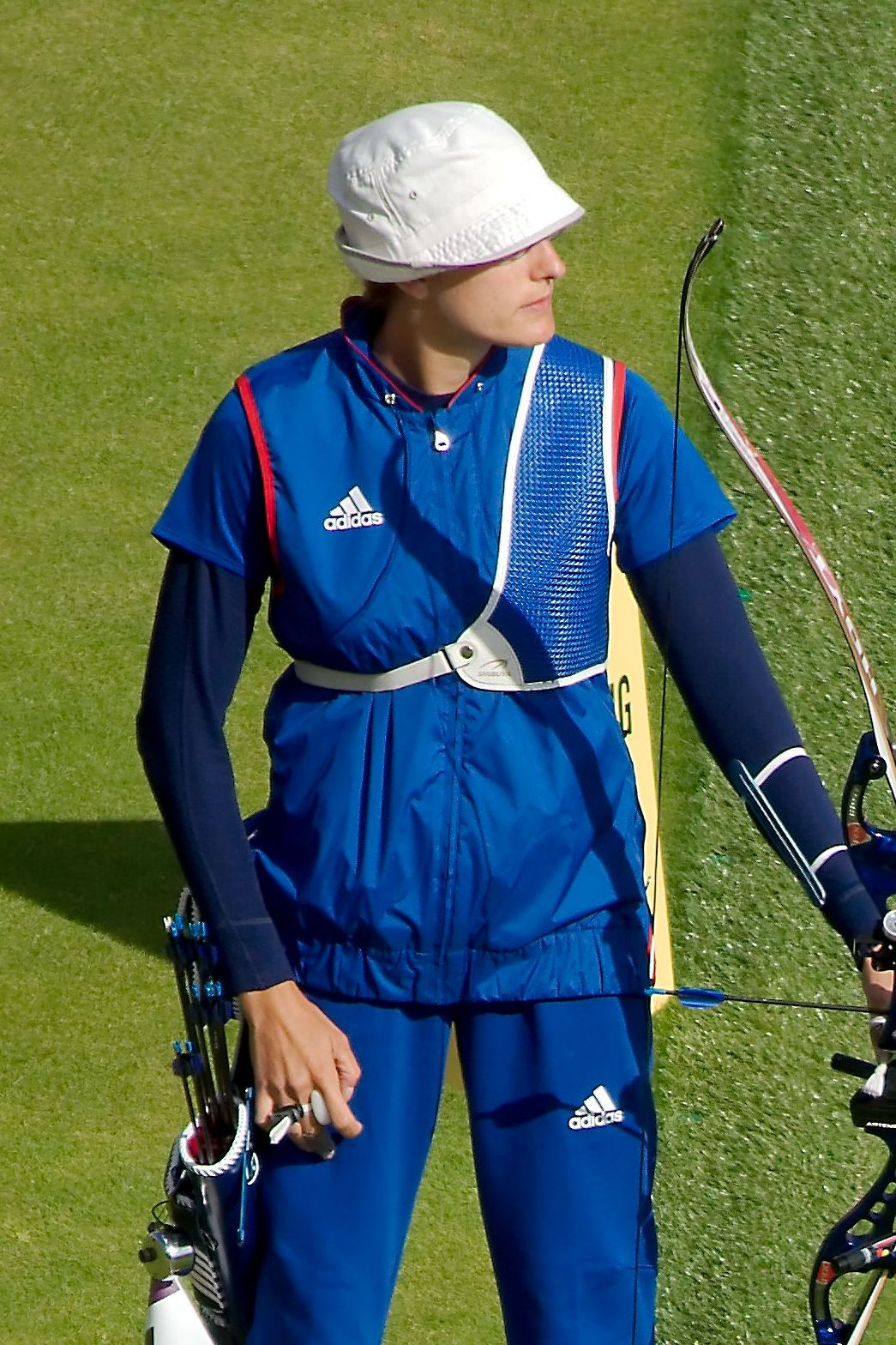
برانژر شو در سال ۲۰۱۲

برانژر شو (فرانسوی: Bérengère Schuh‎؛ زادهٔ ۱۳ ژوئن ۱۹۸۴) کماندار اهل فرانسه است.